# Aotus jorgehernandezi
Aotus jorgehernandezi är en primat i släktet nattapor som förekommer i Colombia.
Året 2007 upptäckte Defler och Bueno att en individ i fångenskap skilde sig från andra exemplar. På grund av avvikande morfologiska och genetiska detaljer beskrev de den nya arten Aotus jorgehernandezi. Zoologerna fick uppgiften att exemplaret kom från departementet Quindío eller Risaralda i nordvästra Colombia. Enligt denna angivelse antas att arten har fuktiga bergsskogar som habitat.
Storleksuppgifter saknas men arten borde likna andra nattapor. Huvudet kännetecknas av en grå nacke, av en bred lodrätt svart strimma på pannan som skiljer två vita områden, av en svart krans kring ansiktet och av stora ögon. Överarmarnas insida och angränsande delar av bröstet och buken är vita.
Exemplaret i fångenskap matades framgångsrik med blad, blommor, svampar och insekter. Det rörde sig liksom andra släktmedlemmar gående, klättrande och hoppande i träd.
IUCN listar Aotus jorgehernandezi med kunskapsbrist (DD).